# El último sueño (libro)
El último sueño es un libro de cuentos del cineasta español Pedro Almodóvar, publicado en abril de 2023 por la editorial Reservoir Books. La obra está conformada por doce relatos escritos por el autor a lo largo de varias décadas e incluye, además de cuentos de ficción, textos autobiográficos que versan entre memorias, confesiones y reflexiones. Entre las temáticas exploradas en el libro aparecen algunas también abordadas en sus películas, como la educación en colegios religiosos y la identidad trans.

## Contenido
La obra está conformada por un texto introductorio y los siguientes doce relatos:
- «La visita»
- «Demasiados cambios de género»
- «La ceremonia del espejo»
- «Juana, la bella demente»
- «El último sueño»
- «Vida y muerte de Miguel»
- «Confesiones de una sex-symbol»
- «Amarga Navidad»
- «Adiós, volcán»
- «La redención»
- «Memoria de un día vacío»
- «Una mala novela»

## Escritura y publicación
Almódovar escribió los relatos del libro desde la década de 1960 hasta poco antes de su publicación, siendo «Vida y muerte de Miguel» uno de los más antiguos y «Una mala novela» el más reciente. Algunos cuentos luego se convirtieron ya sea en películas o fragmentos de películas, como es el caso de «La visita», que dio lugar al filme La mala educación (2004). Otros textos tienen carácter autobiográfico, como «El último sueño», en que Almodóvar recuenta a modo de crónica el primer día tras la muerte de su madre y que el autor indicó que estaba «entre lo mejor que he escrito».
Los relatos fueron archivados a lo largo de los años por Lola García, asistente de Almodóvar, quien luego los redescubrió y realizó una selección de los mismos. Almodóvar leyó los relatos seleccionados durante el proceso de producción de su cortrometraje Extraña forma de vida (2023) y decidió publicarlos sin hacerles cambios. El libro fue finalmente publicado el 13 de abril de 2023 por la editoral Reservoir Books.

## Recepción
De acuerdo a la revista Esquire, la obra se ubicó en el puesto 13 de la lista de los libros más vendidos de España de 2023. De entre las opiniones críticas, la mayoría destacó el carácter autobiográfico de la obra, aunque la calidad de los relatos fue señalada como inconsistente. Guy Lodge, en la reseña del diario británico The Guardian, indicó que los mejores cuentos del libro era en los que Almodóvar hablaba sobre sí mismo, en particular en el que le da el nombre al libro, que Lodge calificó como «una reflexión aguda y dolorosa (...) sobre la muerte de su madre». Las piezas de ficción, por el contrario, fueron criticadas por Lodge, quien señaló que parecían «borradores de películas que hizo o que nunca llegó a filmar». Eduardo Cruz, del sitio web Crítico Estado, también concordó en que los relatos menos fuertes eran los que no abordaban aspectos de la vida del propio autor.